# L&H
L&H, en forkortelse for Larsen & Høedholt, var navnet på en dansk radiofabrik, stiftet i 1953 af Hans Jørgen Larsen, der var direktør på Unica Radio og ingeniør Herman Høedholt, der arbejdede hos Linnet & Laursen. Fabrikken blev dannet ved at overtage Unica, som Rudolph Schmidt A/S gerne ville afhænde. 
Fabrikken producerede radioer under både Unica-navnet og det nye L&H-navn. Apparaterne var dog de samme. Man var klar med en fjernsynsmodtager fra 1955, hvor Gladsaxesenderen begyndte sine sendinger. Fjernsynene kunne leveres med fjernbetjening – med kabel. 
Fabrikken eksperimenterede tidligt med stereomodtagelse og kunne fra 1960 tilbyde en FM-tuner med stereo, der kunne tilsluttes fjernsynet. Det var dog før stereoradio blev sendt i Danmark. 
Efter en større priskrig på fjernsynsapparater, måtte man i 1964 opgive produktionen af fjernsyn. Stifterne gik derefter hver til sit, Hans Jørgen Larsen fortsatte produktionen med fokus på FM-tunere. 
I 1968 introduceredes varemærket Larsholt. Man leverede bl.a. 1.100 stereomodtagere til Rigshospitalet forsynet med billige, udskiftelige ørepropper med plastikslanger. Fabrikken lavede også HiFi-forstærkere. Firmaet fremstillede FM-modtagere af høj kvalitet. Det lukkede i 2011.